# Wieża Trynitarska w Lublinie
Wieża Trynitarska w Lublinie – neogotycka wieża-dzwonnica jest najwyższym zabytkowym punktem wysokościowym Lublina. Z platformy widokowej, na wysokości 40 metrów roztacza się rozległa panorama miasta. Nazwa wieży pochodzi od zakonu oo. trynitarzy, którzy przebywali w pojezuickich zabudowaniach klasztornych, znajdujących się w pobliżu wieży. Obecnie w jej wnętrzu mieści się Muzeum Archidiecezjalne.

## Historia

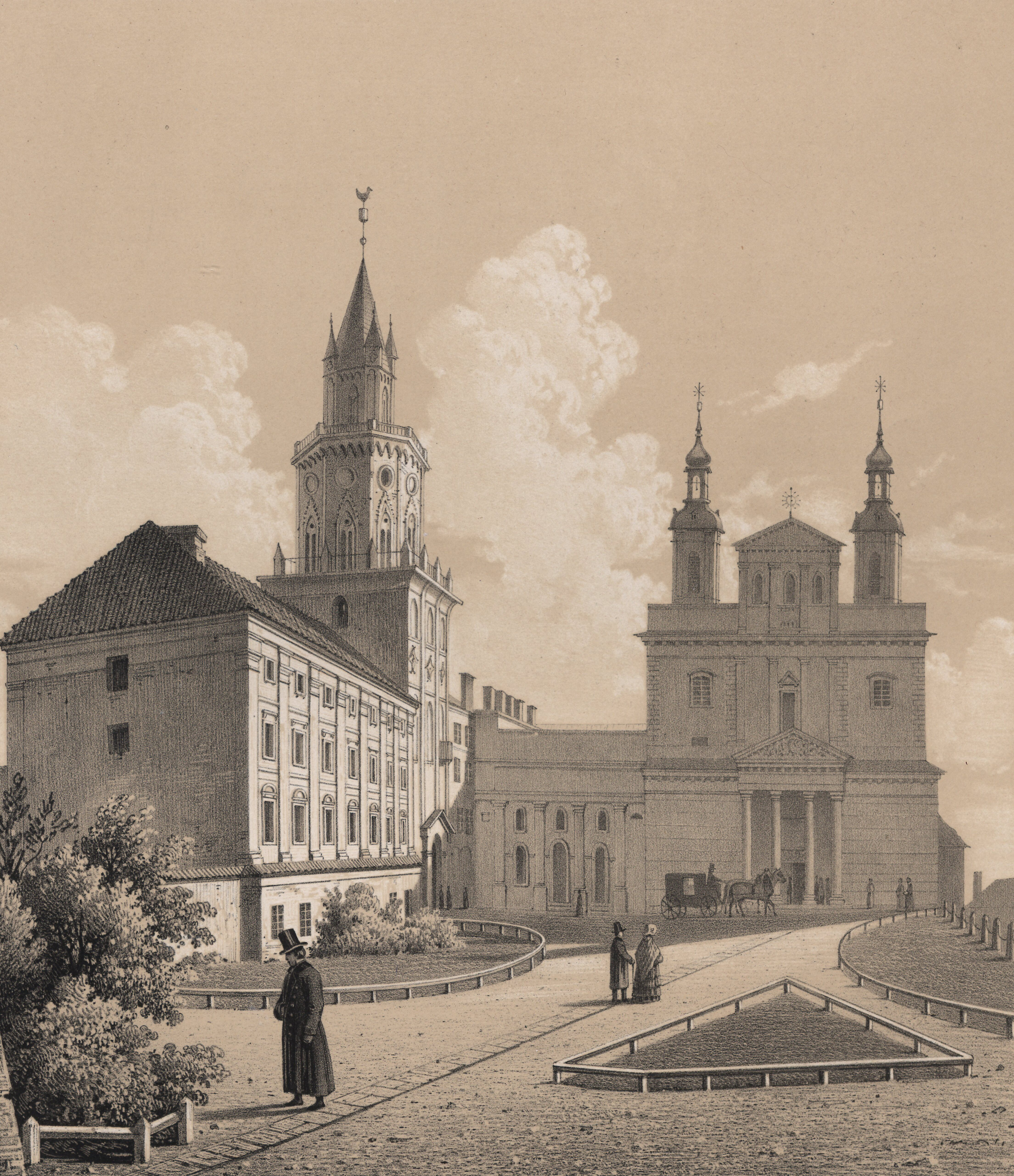
Plac katedralny w roku 1860

Wieża Trynitarska w Lublinie zwana również Bramą Trynitarską wchodzi w skład zabudowań kolegium jezuickiego. Na początku była tylko furtą klasztorną. Wejście do katedry, lub szkoły prowadziła przez furtę. W roku 1627 podwyższono ją i przeznaczono na dzwonnicę. Po kasacie zakonu jezuitów przeszła w ręce trynitarzy. Pomimo że budowla krótko należała do zakonników, od tej pory zaczęto ją nazywać Wieżą Trynitarską. Trynitarze byli jednak biednym zakonem. Budynki w kompleksie klasztornym zaczęły podupadać i wymagały remontu. W 1818 roku kolejnym właścicielem obiektu stało się miasto.
W XIX wieku Wieża Trynitarska wraz z katedrą została przebudowana. Antonio Corazzi zaprojektował ją w stylu neogotyckim. Podczas II wojny światowej uległa poważnym zniszczeniom, odbudowano ją w latach 1945–1952. Obecnie znajduje tu się Muzeum Archidiecezjalne. Muzeum w swoich zbiorach posiada przedmioty użytku religijnego, obrazy, ikony, rzeźby, tkaniny, sarkofagi, instrumenty muzyczne, lichtarze, portret trumienne oraz inne zabytkowe sprzęty. Ponieważ wieża jest dzwonnicą lubelskiej archikatedry, można tu obejrzeć 4 dzwony: Michała, przeniesionego z fary lubelskiej oraz największy lubelski dzwon, Marię, odzywa się ona w wyjątkowe uroczystości. Ze szczytu wieży można oglądać panoramę Lublina.

## Galeria

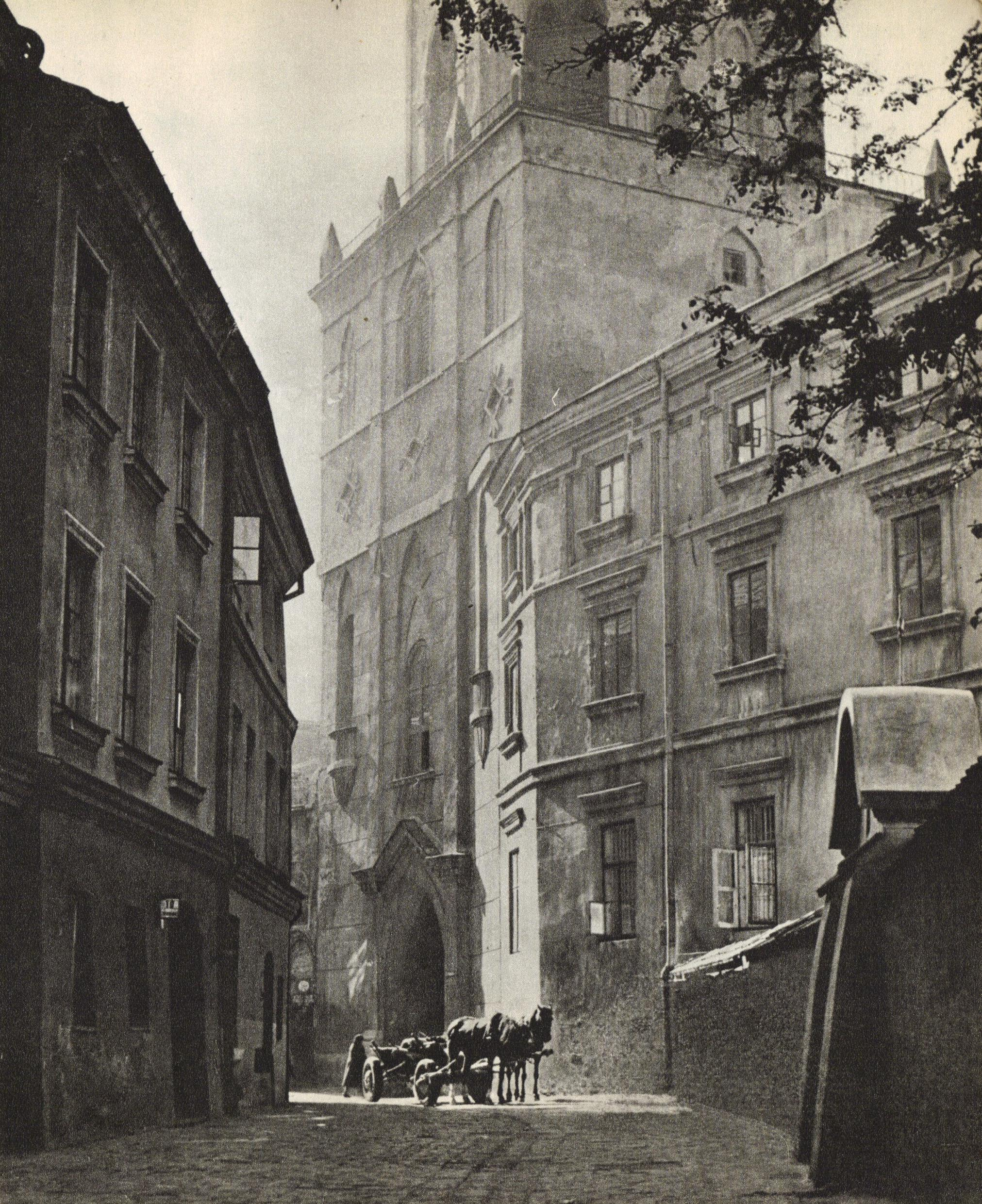
Wieża Trynitarska i ul. Trybunalska (pocz. XIX w.)
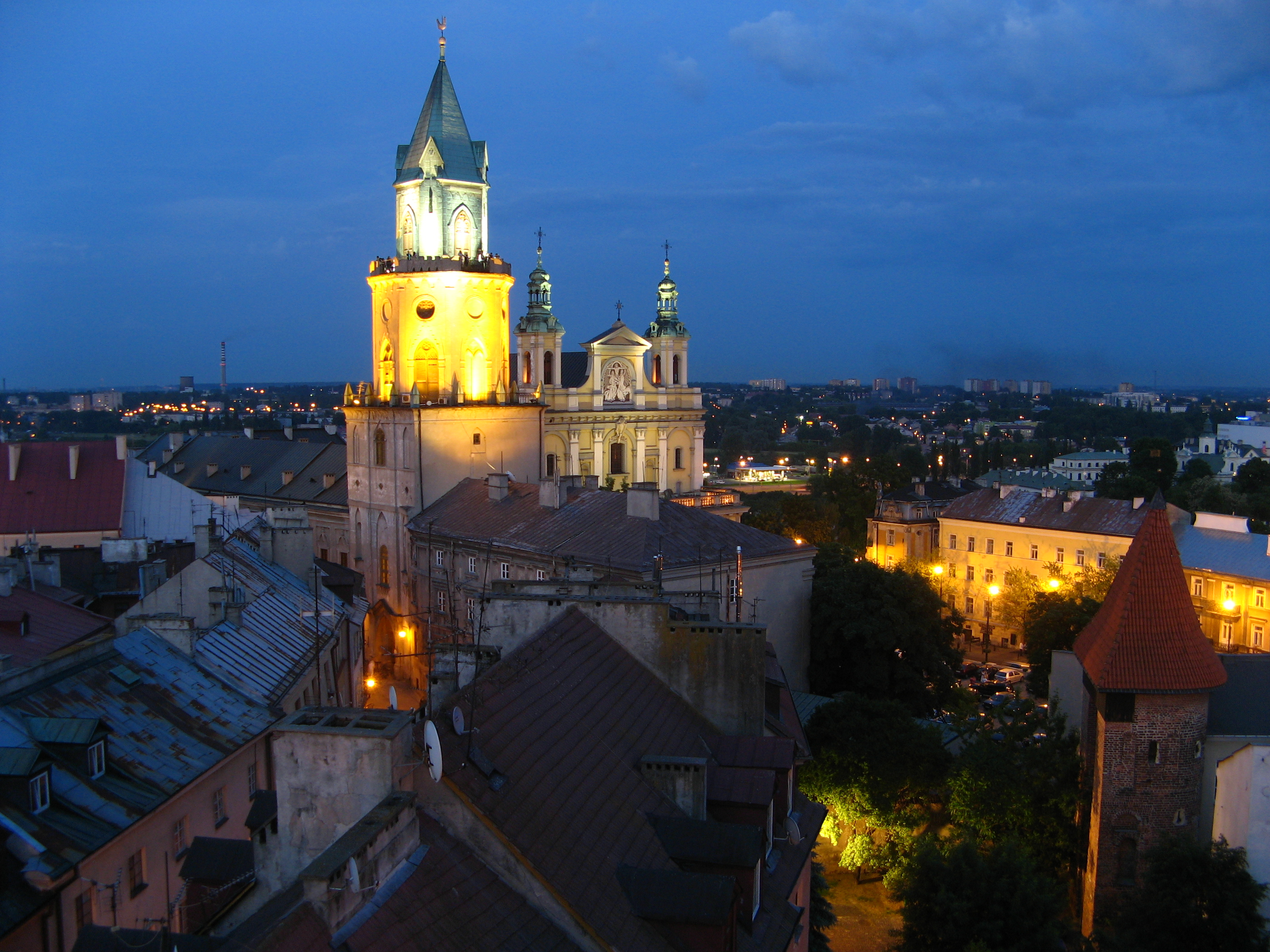
Brama Trynitarska, Archikatedra i Baszta Gotycka widziane z Bramy Krakowskiej
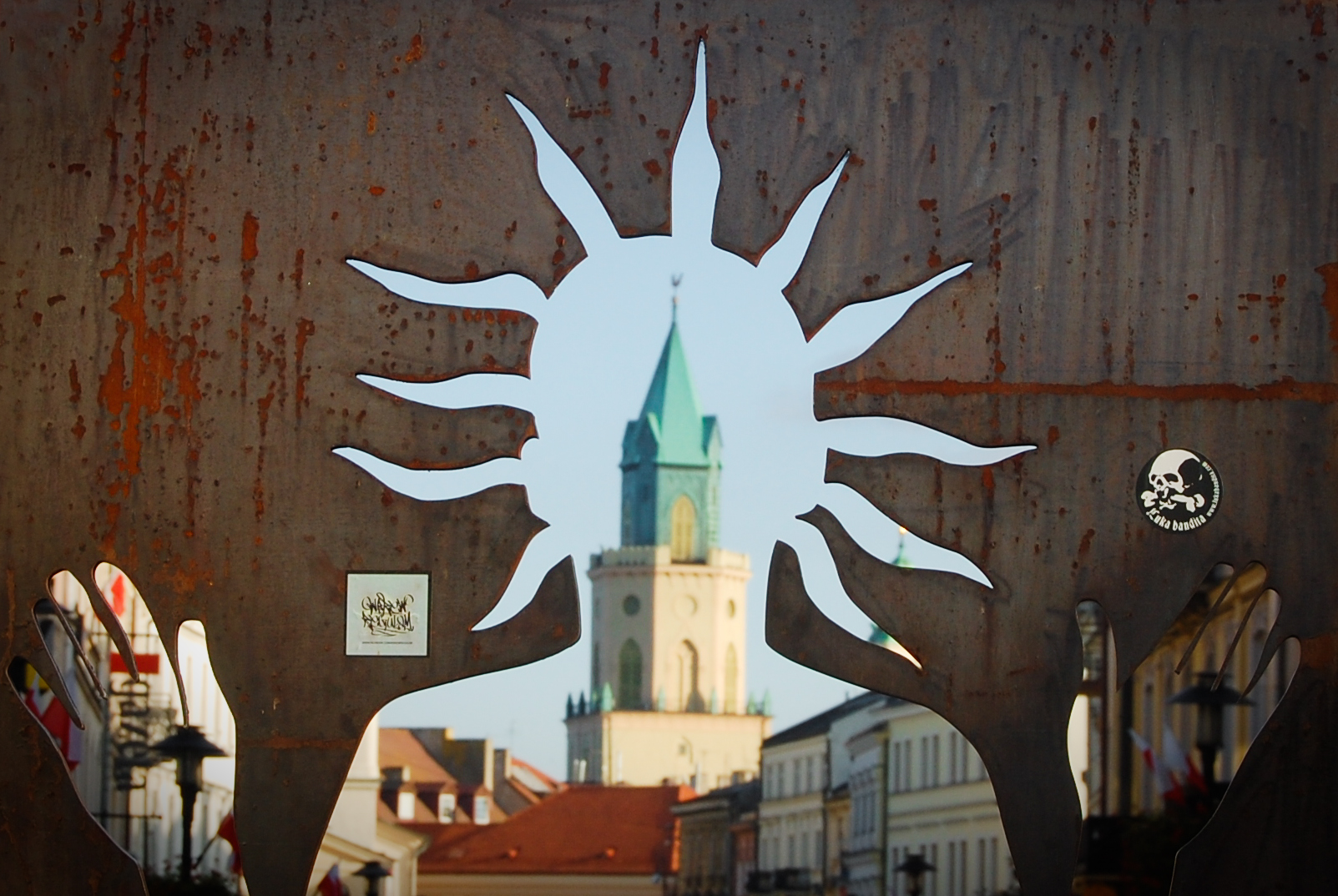
Widok z Krakowskiego Przedmieścia
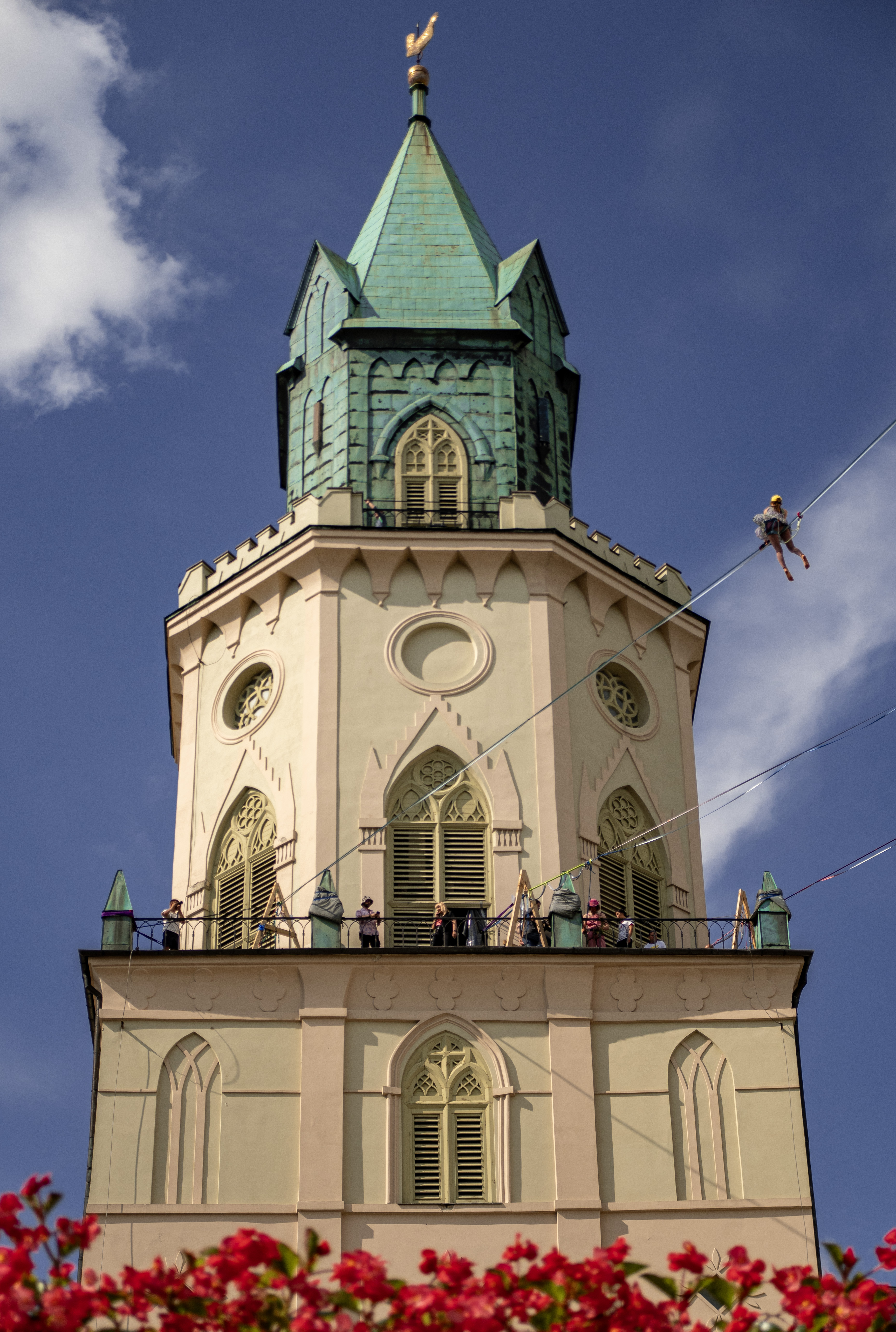
Zbliżenie na wieżę
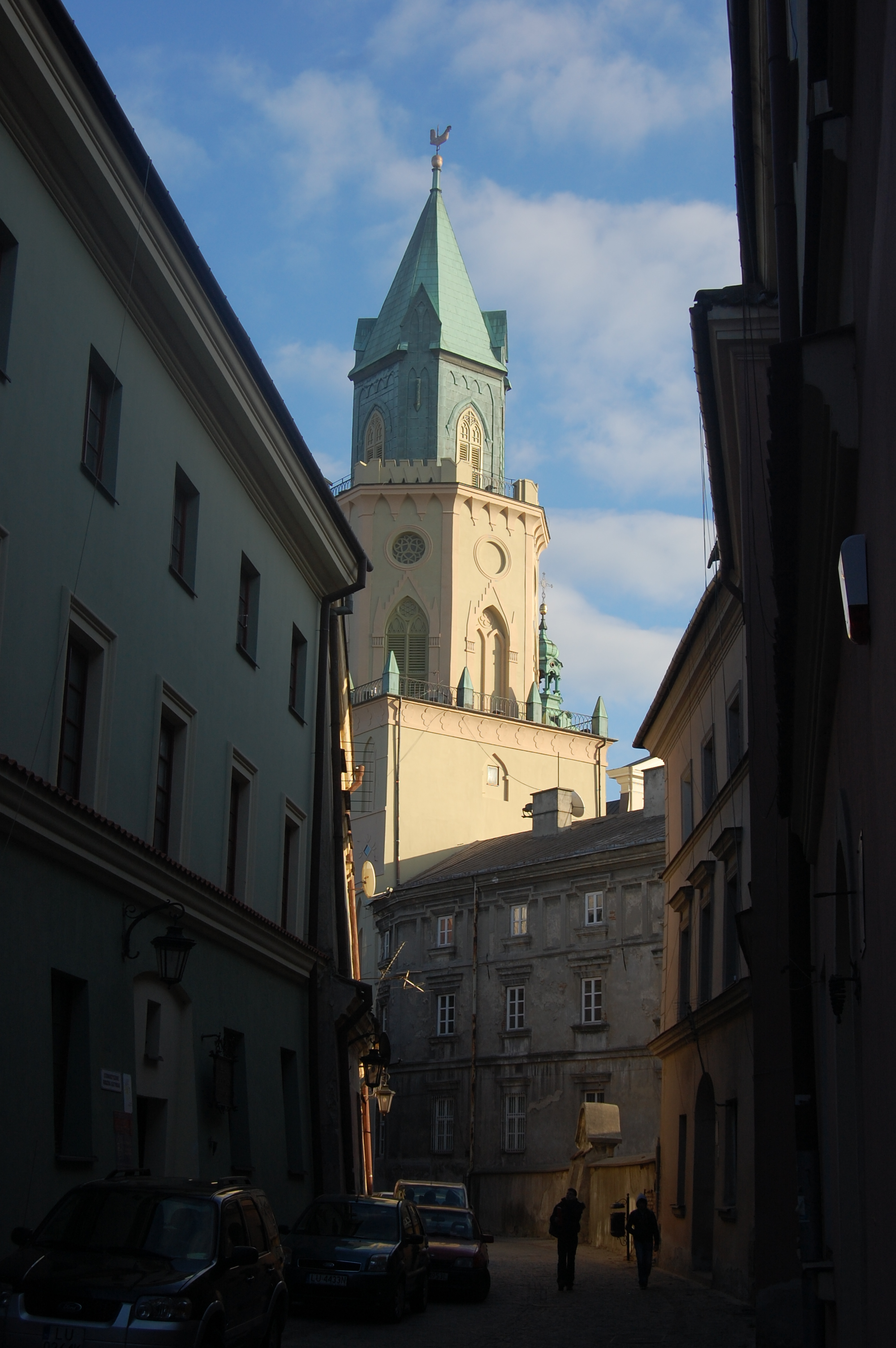
Widok z ul. Jezuickiej, po remoncie z 2011 r.
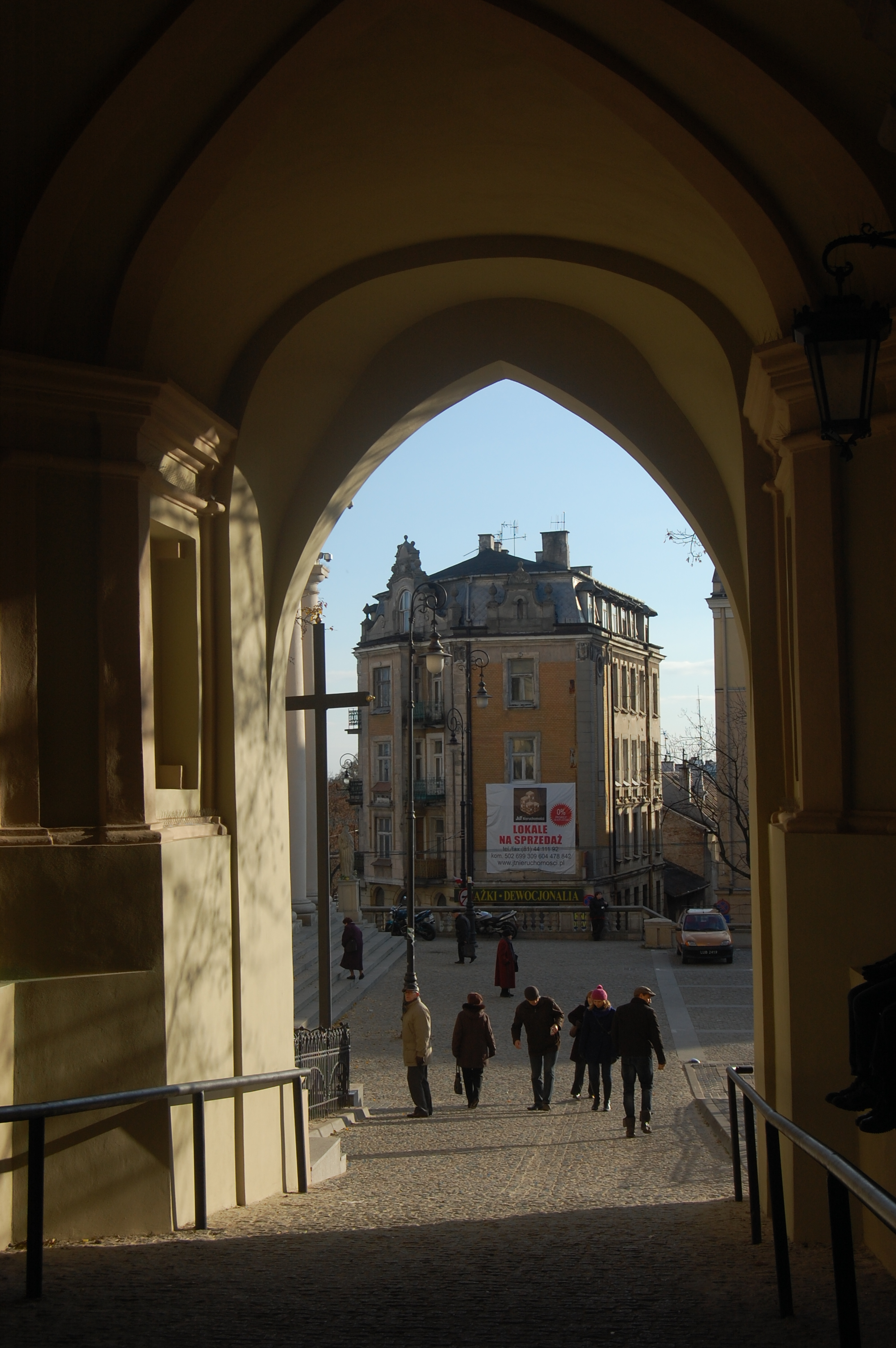
Brama pod Wieżą Trynitarską, widok na Plac Katedralny